# Rydbergova konstanta
Rydbergova konstánta [rídbergova ~] (oznaka {\displaystyle R_{\infty }\!\,}) je fizikalna konstanta, ki je povezana s spektri atomov. Je ena izmed najtočneje določenih fizikalnih konstant. Uporablja se v Rydbergovi formuli s katero se lahko določa ionizacijsko energijo, ki je potrebna za preskok atoma iz določenega energijskega nivoja v višji nivo. S tem pa je določen tudi spekter.
Imenuje se po švedskem fiziku Johannesu Rydbergu (1854 – 1919), ki jo je tudi vpeljal. Rydberg je konstanto določil izkustveno iz podatkov, ki jih je dobil s spektroskopijo. Pozneje se je pokazalo, da se jo lahko določi tudi iz kvantne mehanike.
Rydbergova konstanta je ene izmed osnovnih konstant. Predstavlja limitno vrednost največjega valovnega števila kateregakoli fotona, ki ga izseva atom vodika. To pomeni, da je Rydbergova konstanta enaka najnižji energiji fotona, ki je še sposoben ionizirati atom vodika iz njegovega osnovnega stanja.

## Vrednost konstante
Po priporočilih CODATA je vrednost Rydbergove konstante za neskončno veliko maso jedra atoma enaka:
{\displaystyle R_{\infty }=1,097\;373\;156\;852\;5\;\cdot 10^{7}\ \mathrm {m} ^{-1}\!\,.}
Vrednost se dobi iz:
{\displaystyle R_{\infty }={\frac {m_{\rm {e}}e^{4}}{8\varepsilon _{0}^{2}h^{3}c}}\!\,,}
kjer je:
- {\displaystyle R_{\infty }\!\,} – Rydbergova konstanta za jedro z neskončno maso
- {\displaystyle m_{\rm {e}}\!\,} – mirovna masa elektrona
- {\displaystyle e\!\,} – osnovni naboj
- {\displaystyle \varepsilon _{0}\!\,} – influenčna konstanta
- {\displaystyle h\!\,} – Planckova konstanta
- {\displaystyle c\!\,} – hitrost svetlobe

Rydbergovo konstanto se lahko izrazi tudi s konstanto fine strukture ({\displaystyle \alpha \!\,}):
{\displaystyle R_{\infty }={\frac {\alpha ^{2}m_{\rm {e}}c}{4\pi \hbar }}={\frac {\alpha ^{2}}{2\lambda _{\rm {e}}}}\!\,}
ali:
{\displaystyle hcR_{\infty }={\frac {hc\alpha ^{2}}{2\lambda _{\rm {e}}}}={\frac {hf_{\rm {C}}\alpha ^{2}}{2}}={\frac {\hbar \omega _{\rm {C}}}{2}}\alpha ^{2}={\dfrac {\hbar ^{2}}{2m_{\rm {e}}r_{\rm {B}}^{2}}}\!\,,}
kjer je:
- {\displaystyle h\!\,} – Planckova konstanta
- {\displaystyle \hbar \!\,} – reducirana Planckova konstanta ({\displaystyle h/2\pi \!\,})
- {\displaystyle \alpha \!\,} – konstanta fine strukture
- {\displaystyle c\!\,} – hitrost svetlobe
- {\displaystyle \lambda _{\rm {e}}=h/m_{\rm {e}}c\!\,} – Comptonova valovna dolžina elektrona
- {\displaystyle f_{\rm {C}}=c/\lambda _{\rm {e}}\!\,} – Comptonova frekvenca elektrona
- {\displaystyle \omega _{\rm {C}}=2\pi f_{\rm {C}}\!\,} – Comptonova kotna frekvenca elektrona
- {\displaystyle r_{\rm {B}}={\frac {4\pi \varepsilon _{0}\hbar ^{2}}{e^{2}m_{\rm {e}}}}\!\,} – Bohrov polmer.

Masa jedra atoma ni neskončno majhna v primerjavi z maso elektrona. Spekter, ki se ga dobi po običajni Rydbergovi formuli, je treba popraviti z reducirano maso, ki zamenja maso elektrona. V tem primeru je valovna dolžina spektralne črte dana z:
{\displaystyle {\frac {1}{\lambda }}=Z^{2}{\frac {R_{\infty }}{1+{\frac {m_{\rm {e}}}{M}}}}\left({\frac {1}{n_{2}^{2}}}-{\frac {1}{n_{1}^{2}}}\right)=R_{M}\left({\frac {1}{n_{2}^{2}}}-{\frac {1}{n_{1}^{2}}}\right)\!\,,}
kjer je:
- {\displaystyle R_{\infty }\!\,} – Rydbergova konstanta za jedro z neskončno maso
- {\displaystyle R_{M}\!\,} – Rydbergova konstanta atoma z enim elektronom
- {\displaystyle m_{\rm {e}}\!\,} – mirovna masa elektrona
- {\displaystyle M\!\,} – masa atomskega jedra
- {\displaystyle Z\!\,} – atomsko število, število protonov v atomskem jedru
- {\displaystyle n_{1}\!\,} – celo število (začetno glavno kvantno število)
- {\displaystyle n_{2}\!\,} – celo število (končno glavno kvantno število) tako, da je {\displaystyle n_{1}<n_{2}\!\,}

To se lahko zapiše kot:
{\displaystyle R_{M}={\frac {R_{\infty }}{1+m_{\rm {e}}/M}}\!\,,}
kjer je:
- {\displaystyle R_{M}\!\,} – Rydbergova konstanta za jedro z maso {\displaystyle M\,}
- {\displaystyle R_{\infty }\!\,} – Rydbergova konstanta za neskončno veliko maso jedra
- {\displaystyle m_{\rm {e}}\!\,} – mirovna masa elektrona
- {\displaystyle M\!\,} – masa jedra

Iz Rydbergove konstante je izpeljana tudi enota za energijo, ki je enaka eni polovici Hartreejeve energije (1Ry = 2Wh). 